# Station Vinça
Station Vinça is een spoorwegstation in de Franse gemeente Vinça.